# Birac (Charente)
 Birac  es una población y comuna francesa, en la región de Poitou-Charentes, departamento de Charente, en el distrito de Cognac y cantón de Châteauneuf-sur-Charente.

## Demografía
| 256 | 246 | 237 | 221 | 234 | 214 |
| Para los censos de 1962 a 1999 la población legal corresponde a la población sin duplicidades (Fuente: INSEE [Consultar]) |     |     |     |     |     |